# 6 Korpus Zmechanizowany (ZSRR)
6 Korpus Zmechanizowany (ros. 6-й механизированный корпус) – wyższy związek taktyczny wojsk zmechanizowanych Armii Czerwonej.

## I formowanie
Korpus sformowany w Zachodnim Specjalnym Okręgu Wojskowym lipcu 1940 roku. Siedzibą dowództwa korpusu był Białystok. Dowództwo korpusu sformowano na bazie 49 Korpusu Strzeleckiego. 

### Skład
- 4 Dywizja Pancerna,
- 7 Dywizja Pancerna,
- 29 Dywizja Zmechanizowana
- 4 pułk motocyklowy,
- 4 batalion pontonowo−mostowy,
- 41 samodzielny zmotoryzowany batalion inżynieryjny,
- 4 batalion medyczno−sanitarny,
- 185 samodzielny batalion łączności,
- 106 samodzielna korpuśna eskadra lotnicza.[1]

### Wyposażenie
W czerwcu 1941 służbę w korpusie pełniło 32 527 żołnierzy i oficerów. Obsadzone było 60 - 80% etatowego stanu oficerów oraz 70 - 92% etatowego stanu podoficerów.
Na dzień 22 czerwca 1941 na wyposażeniu korpusu było:
- 1 021 czołgów:
  - 238 T-34,
  - 114 KW-1/KW-2,
  - 416 BT,
  - 143 T-26,
  - 110 T-37/T-38,
  - 26 T-28,
- 229 samochodów pancernych (85% stanu etatowego):
  - 127 BA-10
  - 102 BA-20
- 4 779 samochodów,
- 1 042 motocykle,
- 294 ciągniki.[2]

### Działania
W czerwcu 1941 był to najsilniejszy korpus zmechanizowany Armii Czerwonej. Od 22 czerwca Korpus walczył na Białostocczyźnie (Bitwa białostocko-mińska) w składzie 6 Armii Frontu Zachodniego. Otoczony w "kotle białostockim". W dniu 25 czerwca zginął w swoim czołgu KW dowódca Korpusu generał major Michaił Chackilewicz. Z okrążenia udało się wydostać nielicznym. Wśród nich był m.in. generał Iwan Bołdin, który 11 sierpnia 1941 roku wraz z grupą 1645 żołnierzy po 45 dniach i przebyciu ok. 600 km dotarł do linii radzieckich.
W dniu 6 lipca rozwiązano obydwie dywizje pancerne korpusu. 29 Dywizję Zmotoryzowaną rozwiązano 19 września 1941 roku.

## II formowanie
Drugie formowanie 6 Korpusu Zmechanizowanego nastąpiło we wrześniu 1942 roku na podstawie dyrektywy NKO nr 1105709ss z 26 listopada 1942 roku na bazie 14 Korpusu Pancernego.
Skład korpusu :
- 51 Brygada Zmechanizowana,
  - 76 pułk czołgów,
- 54 Brygada Zmechanizowana,
  - 79 pułk czołgów,
- 55 Brygada Zmechanizowana,
  - 80 pułk czołgów,
- 77 samodzielny pułk czołgów,
- 78 samodzielny pułk czołgów,
- 417 pułk artylerii przeciwpancernej,
- 409 dywizjon gwardyjskich moździerzy (BM-13),
- 41 samodzielny pancerny batalion rozpoznawczy,
- 63 batalion motocyklowy,
- oddziały korpuśne:
  - 80 samodzielny batalion saperów (od 19.12.1942 r.),
  - 86 batalion remontowy (od 19.12.1942 r.),
  - 56 samodzielna kompania minowania (od 19.12.1942 r.),
  - 29 samodzielna kompania transportowa (od 19.12.1942 r.),
  - oddział rozpoznania lotniczego (od 17.07.1943 r.),
  - 14 piekarnia polowa (od 19.12.1942 r.),
  - 1281 polowa kasa Gosbanku (od 19.12.1942 r.).
  - 2124 poczta polowa (od 19.12.1942 r.).

Dowódcy 6 Korpusu Zmechanizowanego:
- generał major Siemion Bogdanow - 26.09.1942 - 09.01.1943.

W dniu 08.12.1942 na stanie korpusu było 197 czołgów: 117 T-34, 80 T-70.
6 Korpus Zmechanizowany w ramach 2 Gwardyjskiej Armii uczestniczył w końcowym etapie bitwy stalingradzkiej
W dniu 9 stycznia 1943 roku 6 Korpus Zmechanizowany został 5 Gwardyjskim Korpusem Zmechanizowanym .